# متنزه بوشي
متنزه بوشي أو بوشي بارك (بالإنجليزية: Bushy Park) حديقة عامة تقع في مقاطعة ريتشموند على نهر التايمز، ويعد ثاني أكبر المنتزهات الملكية في لندن بمساحة 445 هكتار بعد ريتشموند بارك.
في سبتمبر 2014، صُنف المتنزه "كموقع بيولوجي ذي أهمية علمية خاصة" وأُدرج كمتنزه من الدرجة الأولى في سجل الحدائق والمتنزهات التاريخية.

## تاريخ
تشير الأدلة الجيولوجية إلى أن أرض المتنزه سُويت ومُهدت من قبل السكان لغرض الزراعة قبل 4000 عام على الأقل حيث تعود أقدم السجلات الأثرية التي عُثر عليها في الموقع إلى العصر البرونزي.
عندما تسلم هنري الثامن قصر هامبتون كورت من الكاردينال توماس وولسي في عام 1529، قام الملك ببناء ثلاث حدائق تشكل متنزه بوشي في العصر الحديث وهي: هير وارن، وميدل بارك، وبوشي بارك. واتخذها كمناطق لصيد الغزلان.
أضاف خلفاؤه، عددًا من الميزات الأخرى للمتنزه، بما في ذلك شق نهر لونجفورد، بناء على أوامر تشارلز الأول لتوفير المياه إلى هامبتون كورت، والبرك المائية في المتنزه. وشهدت هذه الفترة أيضًا شق طريق تشيستنت، والذي يمتد من بارك رود في تدينغتون إلى مدخل بوابة ليون في قصر هامبتون كورت في طريق هامبتون كورت. صُمم هذا الشارع من قبل السير كريستوفر رين.

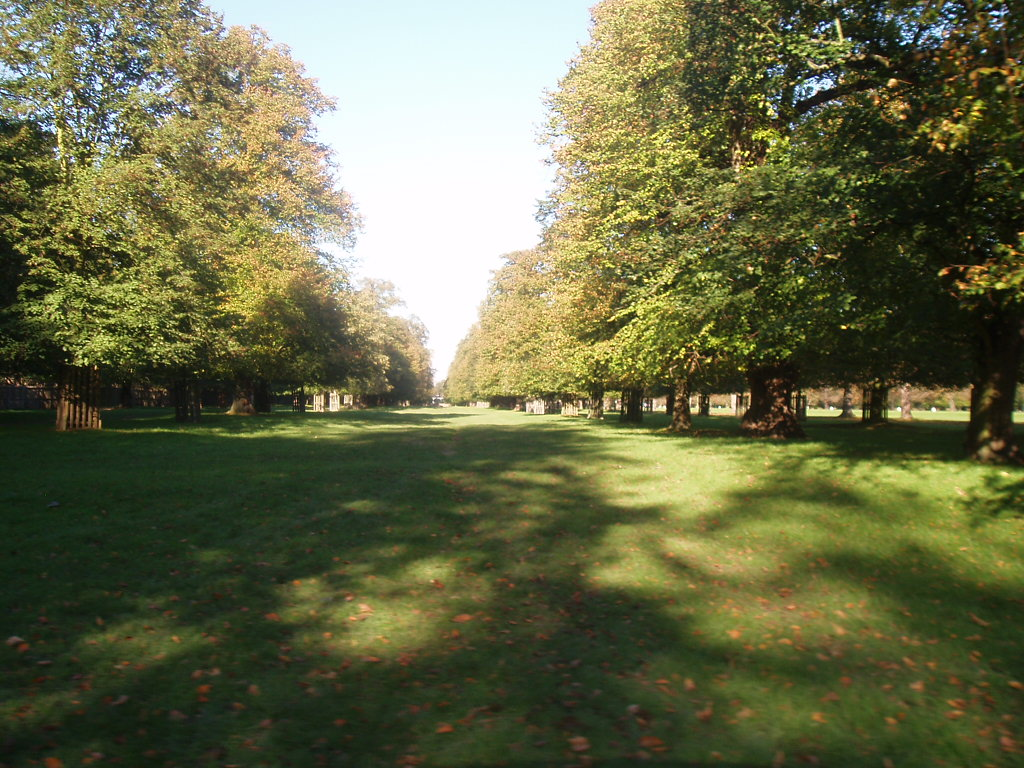
أشجار الكستناء في أوائل الخريف

لطالما حظي المتنزه بشعبية بين السكان المحليين، ولكنه يجذب السياح من مناطق أبعد أيضاً. في منتصف القرن التاسع عشر وحتى الحرب العالمية الثانية، كان سكان لندن يحتفلون بما يعرف بـ "أحد الكستناء" لرؤية أشجار الكستناء وهي تزهر على طول طريق تشيستنات في متنزه بوشي.
خلال الحرب العالمية الأولى، استضاف المتنزه مستشفى كيغز كانديان لعلاج الجنود الجرحى، وبعد انتهاء الحرب أصبح مستشفى للأطفال الذين يعانون من نقص التغذية.
خلال الحرب العالمية الثانية، خطط الجنرال دوايت أيزنهاور لإنزال النورماندي من المتنزه. في الوقت الحاظر بُني نصب تذكاري لجنود الحلفاء في موقع خيمة أيزنهاور.

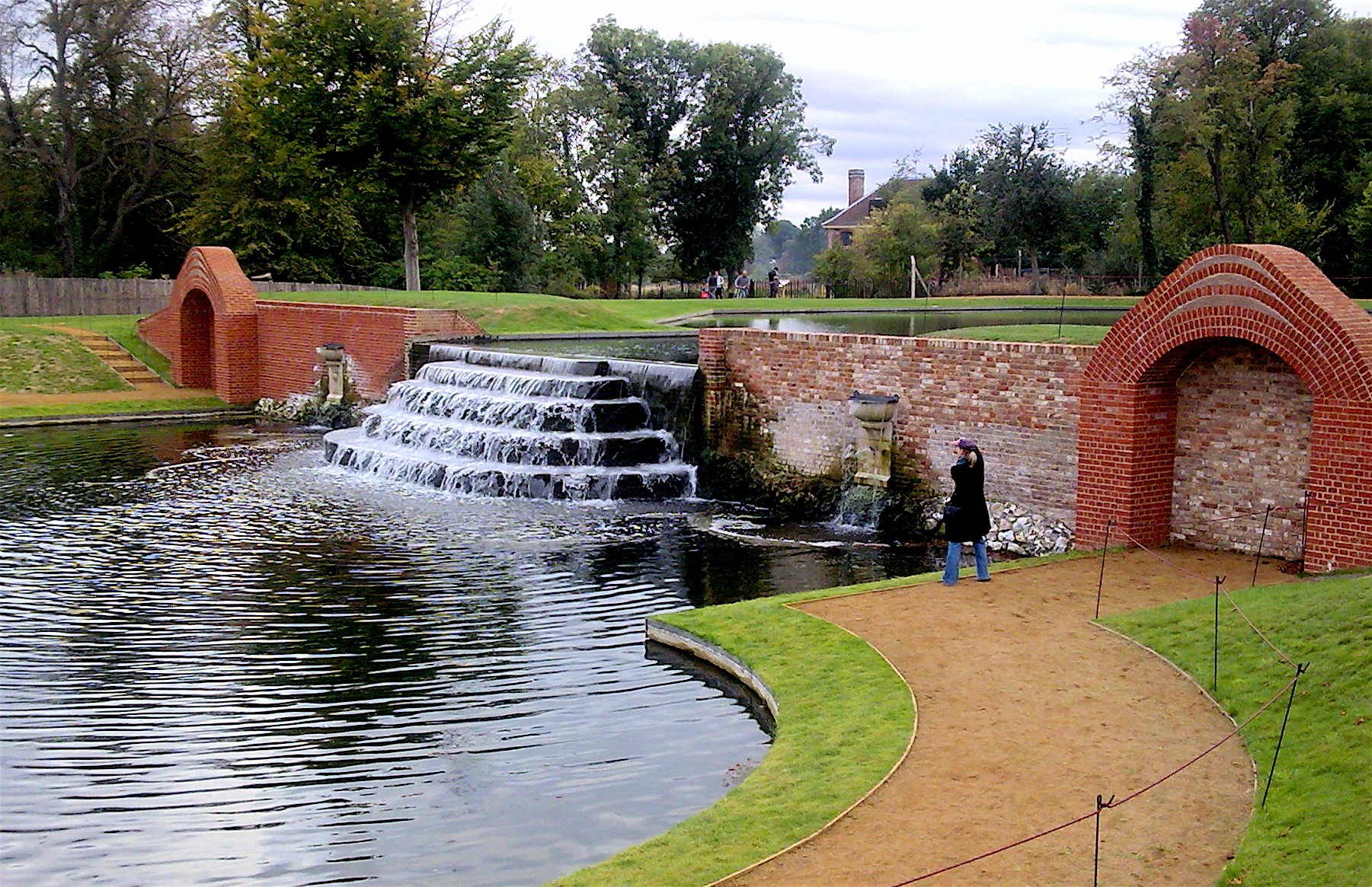
أبر لودحديقة بيير لودج

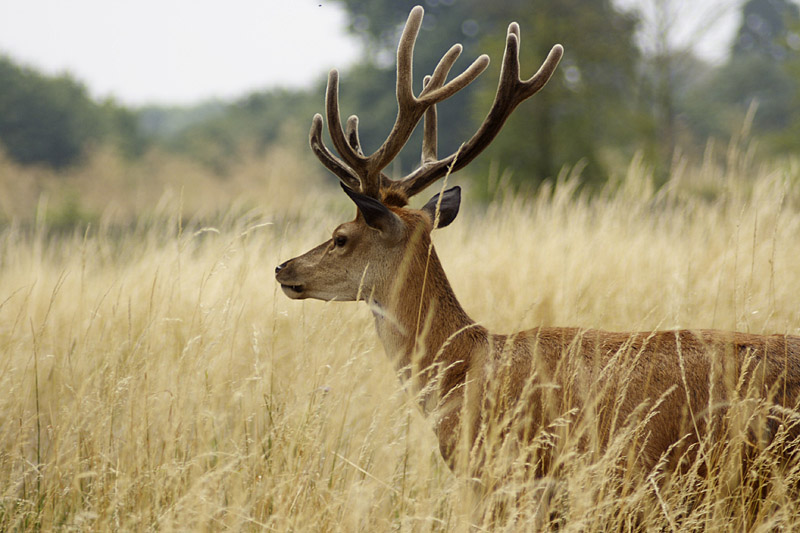
غزال في متنزه بوشي